# ابوالقاسم گورکانی
ابوالقاسم گورکانی از مشاهیر عرفای سده چهارم و پنجم هجری است که در طریقت مرید سعید بن سلام شیخ ابی عمران مغربی بوده است.

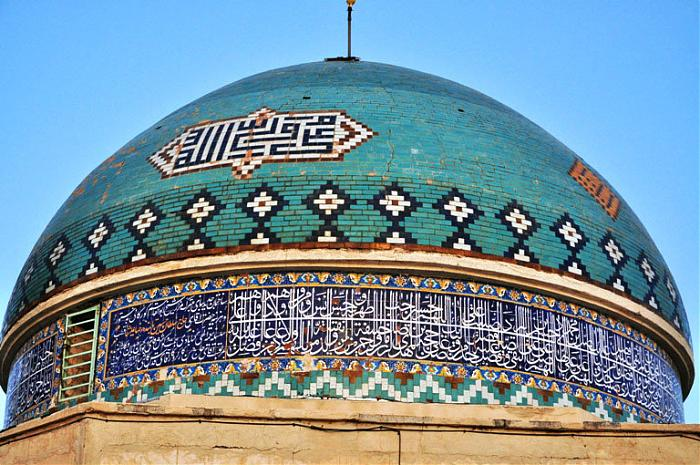

آرامگاه شبخ ابوالقاسم گورکانی، تربت حیدریه

## سرگذشت
کنیهٔ وی ابوالقاسم و نامش علی است. وی مدّت هفتاد و هفت سال بعد از درگذشت مرشد خود سعید بن سلام شیخ ابی عمران مغربی زندگی کرد. «از وی دو رشته [در طریقت] جاری شده‌است: یکی توسط شیخ المشایخ و خلیفهٔ وی شیخ ابوبکر نسّاج و دیگری توسط شیخ ابوعلی فضل بن فارمدی. خلیفة الخلفاء و جانشین وی، شیخ ابوبکر نسّاج است.» «این عارف بزرگ خراسانی از دهکده گورکان از توابع طوس مشهد است و معروف به شیخ الاکابر و پیر حاجاتی و پیر پر نیاز است.»
«وی پیروان و شاگردان زیادی از جمله ابوعلی فارمذی -که داماد او و از بزرگان عرفان است-، ابوبکر نساج و ابوبکر عبدالله توسی و شیخ ابوسعید ابوالخیر، فردوسی و به احتمال زیاد حتی شیخ ابوالحسن خرقانی را از طریق شیخ ابوعلی قصاب آملی تربیت کرده است. از حکما و علمایی که هم عصر شیخ ابوالقاسم گورکانی بوده‌اند و به دیدار ایشان رسیده‌اند ابوعلی سینا و ناصر خسرو و فقهای بزرگی مثل شیخ مفید و سید رضی و سید مرتضی را می‌توان نام برد.»
«فضل‌الله روزبهان در صفحهٔ ۳۵۰ مهمان‌نامهٔ بخارا به نقل از نصیحةالملوک صفحهٔ ۱۸۳ مقدمه، مدفن شیخ ابوالقاسم گرکانی را گورستان شهر توس و نزدیک آرامگاه امام محمد غزالی و شیخ ابونصر سراج توسی نوشته و متذکر شده که خود در سنهٔ ۹۱۵ هجری قمری همراه خان بزرگ ازبک، محمدخان شیبانی، ضمن زیارت قبر امام محمد غزالی در خانقاه توس، مزار شیخ ابوالقاسم و شیخ ابونصر را نیز زیارت کرده و نوشته که در آن ایام شهر توس را «یادگارخانی» می‌گفتند. استاد دکتر شفیعی کدکنی درکتاب اسرارالتوحید آن‌جا که به مناسبت ملاقات شیخ ابوسعید ابوالخیر با شیخ ابوالقاسم از شخص اخیر یاد می‌کند، نام وی را عبدالله بن علی بن عبدالله الطوسی و اهل روستای «کرکان» از توابع شهر توس می‌داند که در آن‌جا می‌زیسته و از راه مزرعه‌داری امرار معاش می‌کرد و خانقاهی در آن‌جا داشته و عده‌ای از بزرگان تصوف شاگرد و مرید او بوده‌اند.»

## اختلاف تذکره‌ها در ذکر نام شیخ ابوالقاسم گرّکانی
یکی از نکات بسیار مهم، اختلاف ضبط نام وی در تذکره‌های عرفانی است؛ چنان‌که عطار از وی با نام شیخ ابوالقاسم گرگانی، جامی و هجویری از وی با نام شیخ ابوالقاسم کرّگانی و در برخی منابع دیگر با نام‌های گرکانی، گورکانی و گرّکانی اسم برده شده‌است. مطابق تحقیقات صورت گرفته، پسوند گورکانی و گرّکانی امروزه بیشتر مورد تأیید پژوهشگران است.

## ذکر شیخ ابوالقاسم گرّکانی در تذکره‌های عرفانی
شیخ عطار در تذکرة الاولیاء سه بار نام وی را آورده‌است. چنان‌که در ضمن ذکر اویس قرنی گوید: «در ابتدا شیخ ابوالقاسم گرگانی را -رضی الله عنه- ذکر آن[(اویس قرنی)] بوده‌است. مدتی که می‌گفته‌است اویس، اویس، اویس! ایشان دانند قدر ایشان.»
جای دیگر که نامی از شیخ ابوالقاسم گرّکانی آورده، در ضمن شرح احوال شیخ ابوسعید ابوالخیر است. از فحوای کلام عطار پیداست که ابوسعید ابوالخیر مدتی در خدمت شیخ ابوالقاسم گورکانی به تربیت و سلوک پرداخته و بر این اساس می‌توان گورکانی را مربی معنوی شیخ ابوسعید ابوالخیر به حساب آورد. عطار در این بخش می‌گوید: «نقلست که شیخ گفت: آن وقت که قرآن می‌آموختم پدر مرا به نماز آدینه برد. در راه، شیخ ابوالقاسم گرگانی که از مشایخ کبار بود پیش آمد. پدرم را گفت: که ما از دنیا نمی‌توانستیم رفت که ولایت خالی می‌دیدیم و درویشان ضایع می‌ماندند، اکنون این فرزند را دیدم ایمن گشتم که عالم را ازین کودک نصیب خواهد بود. پس گفت: چون از نماز بیرون آئی این فرزند را پیش من آور. بعد از نماز، پدر مرا به نزدیک شیخ برد. بنشستم؛ طاقی در صومعهٔ او بود، نیک بلند. [شیخ ابوالقاسم گرگانی] پدر مرا گفت: ابوسعید را بر کتف گیر تا قرص را فرود آرد که بر آن طاقست. پدر مرا درگرفت؛ پس دست بر آن طاق کردم و آن قرص را فرود آوردم. قرص جوین بود گرم چنان‌که دست مرا از گرمی آن خبر بود. شیخ دو نیم کرد؛ نیمه‌ای به من داد گفت: بخور. نیمه‌ای او بخورد؛ پدر مرا هیچ نداد. ابوالقاسم چون آن قرص بستد چشم پرآب کرد. پدرم گفت: چونست که از آن مرا هیچ نصیب نکردی تا مرا نیز تبرکی بودی؟ ابوالقاسم گفت: سی سال است تا این قرص بر آن طاقست و با ما وعدی کرده بودند که این قرص در دست هر کس که گرم خواهد شد این حدیث بر وی ظاهر خواهد بودن؛ اکنون تو را بشارت باد که این کس پسر تو خواهد بود. پس گفت: این دو سه کلمهٔ ما یاد دار «لئن ترد همتک مع الله طرفة عین خیرلک مما طلعت علیه الشمس» یعنی اگر یک طرفةالعین همت با حق داری تو را بهتر از آنکه روی زمین مملکت تو باشد؛ و یکبار دیگر شیخ مرا گفت که: ای پسر! خواهی که سخن خداگوئی؟ گفتم: خواهم. گفت: در خلوت این میگوی. شعر:
| من بی تو دمی قرار نتوانم کرد |  | احسان تو را شمار نتوانم کرد  |
| گر بر تن من زبان شود هر موئی |  | یک شکر تو از هزار نتوانم کرد |

همه روز این بیت می‌گفتم تا به برکت این بیت در کودکی راه حق برمن گشاده شد.»
جامی نیز در نفحات الانس در ذکر شرح احوال شیخ ابوالقاسم گورکانی آورده‌است: « «شیخ ابوالقاسم کُرگّانی، قدسّ اللهّ تعالی سرهّ؛ نام وی علی است. در وقت خود بی‌نظیر بود و در زمان خود بی بدیل. نسبت وی به سه واسطه که شیخ ابوعثمان مغربی و شیخ ابوعلی کاتب و شیخ ابوعلی رودباری اند به سیدالطاّیفه جنید می‌رسد. وی را حالتی قوی بوده‌است، چنان‌که همه را روی به درگاه وی بوده‌است. در کشف واقعهٔ مریدان آیتی بوده. صاحب کشف المحجوب گوید که: «وقتی مرا واقعه‌ای افتاد. طریق حل آن بر من دشوار شد، قصد شیخ ابوالقاسم کرگّانی کردم. وی را در مسجدی یافتم که بر در سرای وی بود. تنها بود. واقعهٔ مرا به عین‌ها با ستونی می‌گفت. من ناپرسیده جواب خود یافتم. گفتم: ایهّا الشیخّ! این واقعهٔ من است. گفت: ای پسر! این ستون را خدای تعالی در این ساعت با من ناطق گردانید تا از من این سؤال کرد.»
روزی شیخ ابوسعید و شیخ ابوالقاسم قدّس اللهّ تعالی روحهما در طوس با هم نشسته بودند بر یک تخت، و جمعی درویشان در پیش ایشان ایستاده. بر دل درویشی گذشت که» آیا منزلت این دو بزرگ چیست؟» شیخ ابوسعید روی به آن درویش کرد و گفت: «هر که خواهد دو پادشاه به هم بیند در یک‌وقت، در یک جای، بر یک تخت، گو در نگر!» آن درویش چون بشنید، در آن هر دو بزرگ نگریست. حق‌تعالی حجاب از پیش چشم وی برداشت تا صدق سخن شیخ بر دل وی کشف گشت و بزرگواری ایشان بدید. پس به دلش بگذشت که: «آیا خداوند تبارک و تعالی را امروز در زمین هیچ بنده‌ای است بزرگوارتر از این هر دو شخص؟» شیخ ابوسعید روی به آن درویش کرد و گفت:» مختصر ملکی بُوَد که هر روز در آن ملک چون بوسعید و ابوالقاسم هفتاد هزار فرا نرسد، و هفتاد هزار بنرسد.»

## همایش بزرگداشت شیخ ابوالقاسم گرّکانی

تصویری از همایش شیخ ابوالقاسم گرّکانی

جلد کتاب مجموعه مقالات همایش شیخ ابوالقاسم گرّکانی. به اهتمام علی محمد صابری.

همایش بزرگداشت شیخ ابوالقاسم گرّکانی به همت دکتر علی محمد صابری (دبیر همایش) در خردادماه ۱۳۹۳ شمسی در تهران، پژوهشکده هنر و معماری جهاد دانشگاهی برگزار شد. این همایش یا پیام آقای حاج دکتر نورعلی تابنده مجذوبعلیشاه در تاریخ هفتم خردادماه ۱۳۹۳ به صورت رسمی آغاز شد. در طی دو روز برگزاری این کنگره، مقالات معتبری از طرف استادان طراز اول کشور در حوزهٔ عرفان، ادب و فلسفه در همایش به سمع حاضرین رسید. از استادان شرکت‌کننده در این همایش می‌توان به: استاد حسینعلی کاشانی، دکتر شهرام پازوکی، دکتر محمدرضا ریخته گران، دکتر علیمحمد صابری (دبیر همایش)، دکتر نصرالله پورجوادی، دکتر اسماعیل بنی اردلان، دکتر حسن بلخاری، دکتر کورش فتحی، دکتر محسن هاشمی، دکتر حشمت الله ریاضی، قاسم هاشمی نژاد، دکتر محمدابراهیم ایرج پور، دکتر غلامرضا آذری، مهرداد مصوری، اکبر ثبوت و چند تن دیگر از پژوهشگران حوزهٔ عرفان و تصوف اشاره کرد.
کتاب مجموعه مقالات همایش بزرگداشت شیخ ابوالقاسم گرّکانی شامل مقالات برگزیدهٔ همین همایش است که به اهتمام دکتر علی محمّد صابری، در زمستان ۱۳۹۴ و در ۴۸۵+۹ صفحه توسّط انتشارات حقیقت منتشر گردید.